# 藝旦
藝旦，又作藝妲，為臺灣清治時期至二戰結束期間的女性行業，藝妓的一種，主要集中於臺南府城和臺北大稻埕，後者當地更流傳著「未看見藝旦，免講大稻埕」及「登江山樓，食臺灣菜，聽藝旦唱曲」等俗語。類似於歌妓或艺妓等，於宴飲時陪侍在側或進行歌舞表演。
日治時期，官方將職業於風月場所的女子分三種類型，其中「藝妲」普遍指稱以賣藝不賣身者。戰後，這個以表演為主的產業沒落，一方面是失去消費能力強、有閒情、有文化的地主與文人階級的支持，同時亦出現冒用藝妲之名的妓女以此攬客，造成許多人將藝妲與娼妓的印象結合，帶來衝擊。

## 緣起發展
藝旦起源於清治同治年間的台北，一般民間有著「養苗媳」的習俗，而聲色行業則有著類似唐山揚州的「養瘦馬」行為，即將家室貧窮的小女孩買下教導，讓她讀書識字並學習彈唱與吟詩，待其長成後便賣做歌妓或妓女。
最初，藝妲和娼妓的界線並不突出，直至清治後期因經濟發展，作為商業宴客場地的酒樓崛起林立，除餐飲外，酒樓會在席間提供餘興節目，便開始出現一批在宴會中表演、并且「賣藝不賣身」的藝妲。進入日治時期後，政府當局將當時在風月場所職業的女子，區分為三個類型：「藝妲」（賣藝不賣身）；「藝娼」（賣藝也賣身）；「酌婦」（陪酒女子）。且官方規定，藝旦需要經過考試並取得「鑑札」才能夠執業。 取得執業許可後，由公設的「檢番」加以管制，負責調度藝旦和管理納稅。
據《日據時期臺灣北部施政紀實》中〈警治篇〉所的紀錄，藝旦的月收入可約高達4、500元；對比當時其他職業的女性工作者的月薪，如製茶女工薪資最高者為25元。大稻埕的藝旦於1920年（大正九年）達到最興盛，從業人數多達三百多人。但在1935年（昭和十年）時，人數已銳減至八十多位。

## 藝旦生涯

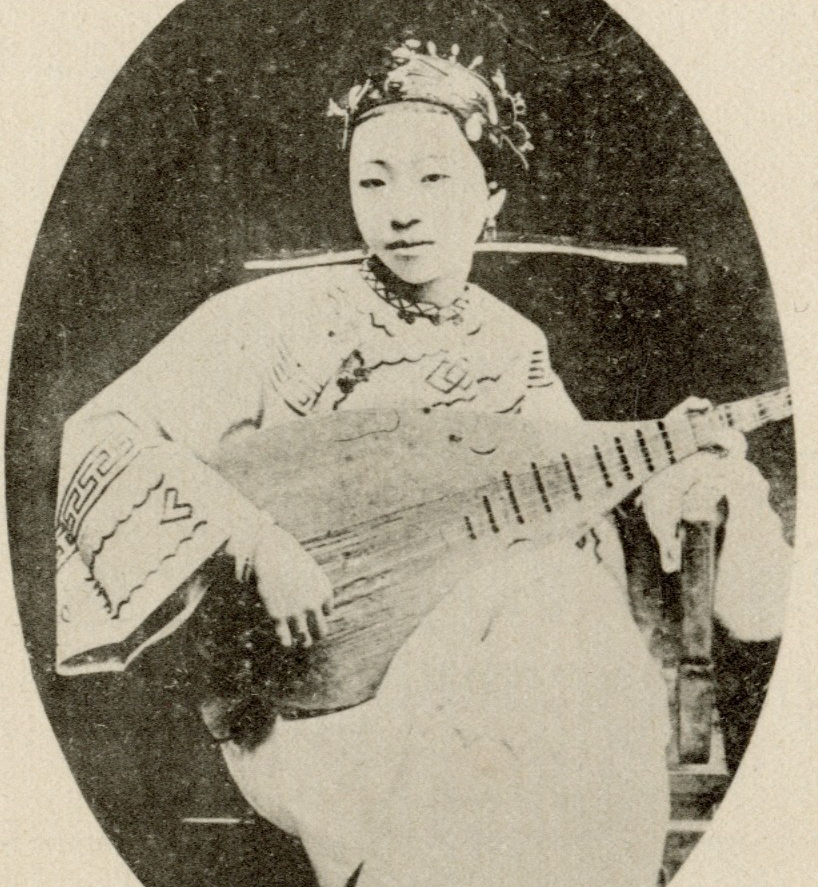
彈琵琶的藝旦

### 學藝
日治時期，小藝旦在接受完由臺灣總督府所推行的六年國民義務教育之後，開始拜師學藝，學習北管、南管、京劇等各式戲劇及樂曲的表演。除了歌唱，藝旦尚須具備彈奏琵琶的能力；作家蘇東岳曾撰詩：「可憐身似琵琶大，也抱琵琶學唱歌。」以形容體型嬌小的藝旦，抱擁琵琶練習自彈自唱的情形。除此之外，為了對所表演的詞句與對白能夠十分地精熟，藝旦也需要前往私塾讀書，接受漢文及詩詞的訓練。
小藝旦約在十五、六歲時，會由養母帶至各大城市中遊歷，出席宴飲場合中，此行為俗稱「飲墨水」，目的是開闊眼界、訓練臨場反應與交際手段，同時拓展其他城市的客源。

### 考核
日本時代的藝妲需通過考試，取得「鑑札」才可正式掛牌營業。
在「取鑑札」的過程，請客人評鑑藝妲練習生，在藝術才能「聲色藝」（歌喉、容貌、琴藝）的成果，以及酒量、交際談吐、滑拳行酒令等社交手腕是否合宜。其中，「點唱」制度最為重要，由客人隨機點各種大調小曲，藝妲練習生需應答對唱如流，才可通過考核。

### 工作
藝旦的工作內容十分多樣，並非輕易賺取皮肉之財的賣藝職業女性。她們在宴會上陪侍客人、彈琴奏樂、划酒拳、吟詩作對，並以各自的技藝與應酬手段彼此競爭取勝。表演樂器包含琵琶、三弦、洋琴等等。起初，藝旦表演主要為自彈自唱、會唱、藝閣裝扮等等；歌唱後又添加了鑼鼓伴奏，表演也在原本靜態的清唱加上動態的舞蹈。後來，表演形式走向多樣化發展，從「票友式」的小型表演走向「票房式」的公演藝旦戲，最後藝旦演變成為職業性的演出工作，陪侍服務反而成了兼職。

### 場所

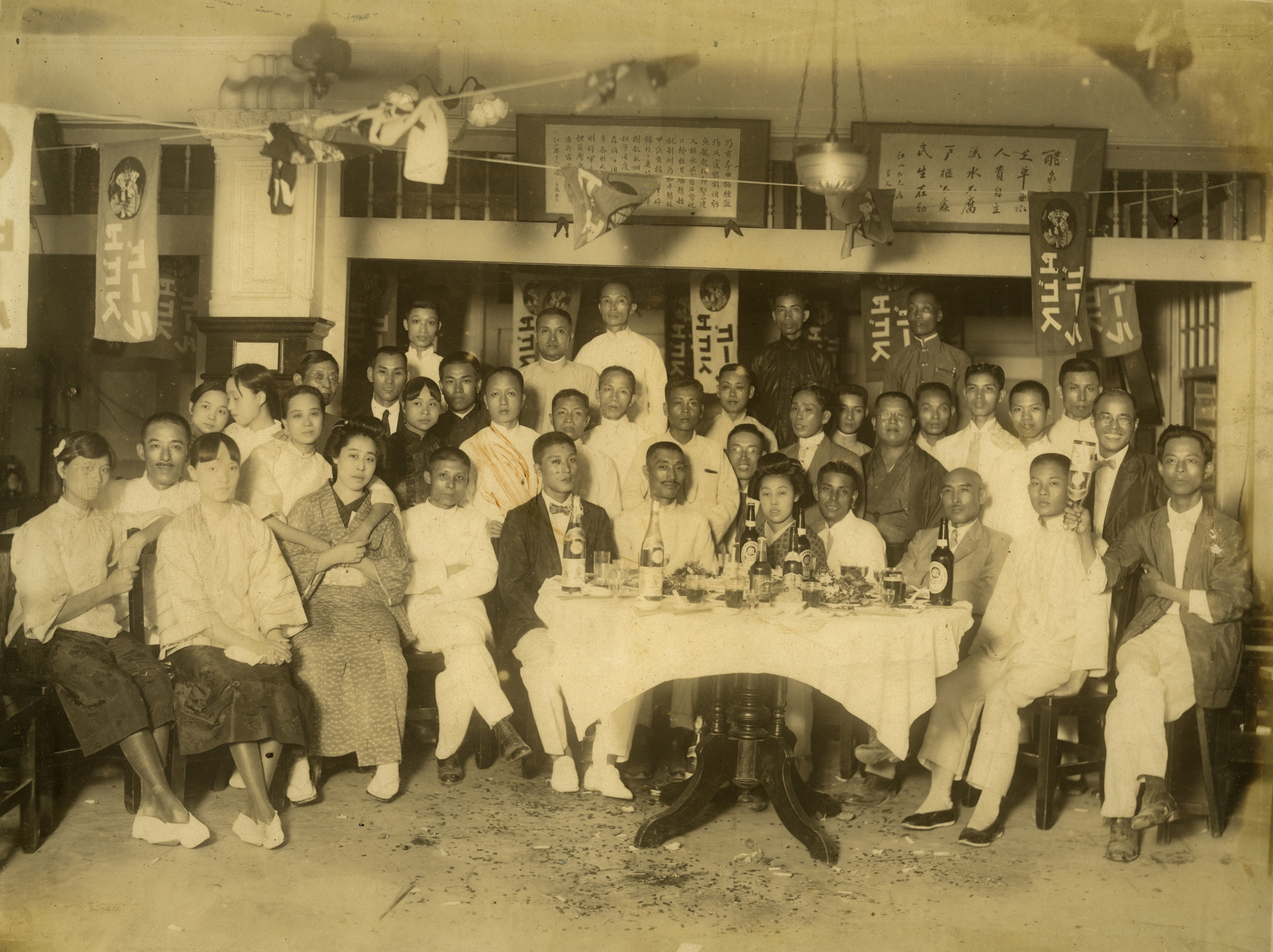
大稻埕江山樓宴席中的藝旦

有「江東春蓬」之稱的江山樓、東薈芳、春風樓、蓬萊閣以及山水亭等酒樓，為台北藝旦的主要營業區域，主要進行公開表演。日治時期已有正式「檢番」的藝妓組織，唯有合法藝旦方能於大街上營業，非法者僅能瑟縮於巷內。除了公開的表演活動，藝旦也有自己個別招待客人的地方，即稱為藝旦間。早期地點以「柴寮仔」（今寧夏路）一帶居多，其次是「太平町通」（今延平北路二段一帶）。為了工作方便，藝旦大多住在二樓；裝飾華麗的寐臺、金絲銀絲及鏤刻的刺繡花鳥，正是所謂「一樓一妓」的最佳寫照。
南部的藝旦多於臺南府城為主要聚集營業地，而南部的藝旦是由臺北藝旦南下寄寓執業或「飲墨水」，穿梭於醉仙閣、寶美樓等府城在地酒樓中，在各種工商宴飲、詩社文會等獻藝。

### 花選
「花選會」為與藝旦相關的重大活動，通常為期一個月，開放於江山樓花費達一定金額之客戶進行票選，選出最受歡迎的藝旦。當時的媒體，如發行於昭和年間的漢文刊物《三六九小報》、漢文通俗文藝雜誌《風月報》，也曾替南北名花舉辦「花選」。

## 社會地位
台灣傳統女子大多矜持持家，無法任意在外拋頭露面，接觸之人則多為親朋與鄰里；相較之下，擁有廣大公開社交的知名藝旦則相對自由。此外，藝旦憑藉著以一己之才賺錢維生，可說是經濟獨立的女性階層。她們打扮走在時代尖端，加上其不凡的談吐與高雅的舉止，堪稱當時的「摩登女郎」。由於有別於一般的娼妓，舉止高雅的藝旦有些於芳齡年華便嫁為人婦、相夫教子；然而，有的卻於人老珠黃後淪為私娼，窮困潦倒，抑鬱而終，命運可謂兩極。戰後，藝旦產業逐漸沒落，許多普通妓女冒用藝旦之名招搖撞騙，喪失了昔日的風華歲月。至今，藝旦也成為歷史之名。

## 著名藝旦

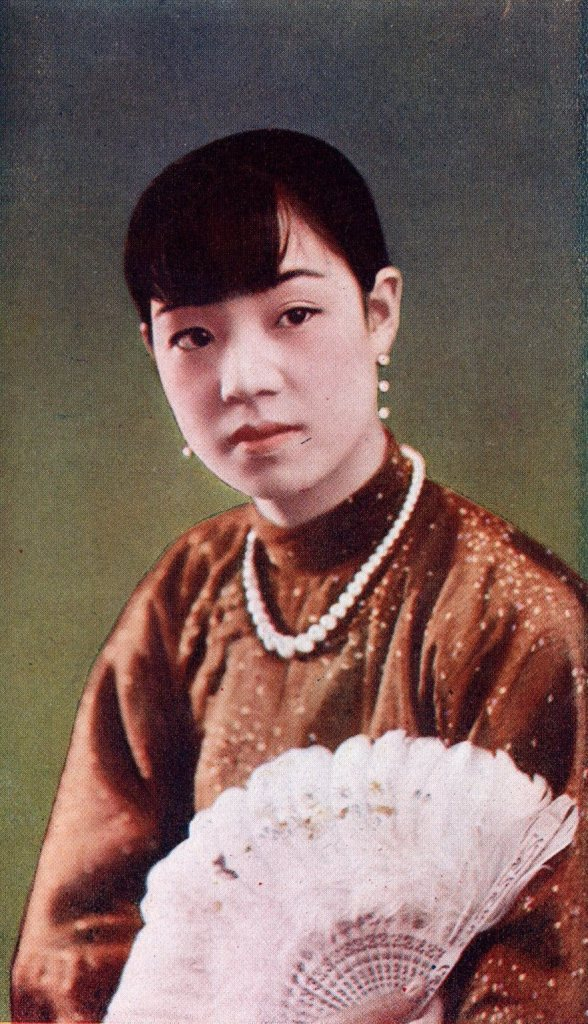
王香禪

- 王香禪：艋舺名藝旦、詩人。臺灣文人梅生曾言：「臺灣女子能詩，在有清二百餘年間，並不多見，若有，當以蔡碧吟、王香禪為翹楚。」提出其詩才成就。[3]
- 陳甜：台北東薈芳藝旦，後來成為蔣渭水側室，改名精文，並與蔣渭水一同從事社會運動。
- 彩雲：嘉義西薈芳藝旦、詩人，被尊稱為「女史」。[19][20]
- 水上飄：鹽水名藝旦 [21]
- 李蓮卿：台南真花園藝旦，連橫為她寫了〈蓮卿小傳〉。[22]
- 李菊：高雄樓藝旦，嫁予鹽埕仕紳馮課，後成為義永寺開種法師。[23][24]
- 雲霞：台北江山樓藝旦，1925年獲選花魁，受邀擔任石川欽一郎及倪蔣懷繪畫寫真模特兒，曾在日本蓄音器商會旗下演唱〈九連環〉。 [25][26][27][28]
- 青春美：本名林春美，桃園人，臺北太平町藝旦、古倫美亞唱片歌手，曾演唱〈農村曲〉、〈人道〉、〈月下愁〉、〈老青春〉等歌曲 。[29]
- 秀巒：勝利唱片 （页面存档备份，存于）歌手，曾演唱〈雙雁影〉、〈心酸酸〉、〈日日春〉、〈悲戀的酒杯〉、〈桃花鄉〉、〈天清清〉，與王福合唱〈青春嶺〉等歌曲 。[30]
- 秋蟾：台北藝旦，曾演唱台灣首張唱片〈烏貓行進曲〉、〈雪梅思君〉、〈可憐的秋香〉。[30]
- 阿快：台北大稻埕藝旦，曾在日本蓄音器商會旗下演唱〈五更相思〉。[31]
- 幼良：揚琴藝旦，1935年獲選花魁，並受邀至中南部及日本電台表演，曾演唱〈雪梅思君〉。[26][30]
- 根根：勝利唱片 （页面存档备份，存于）歌手，曾演唱〈白牡丹〉。[30]
- 阿椪：台北藝旦， 古倫美亞唱片歌手。[30]
- 罔市：台北藝旦， 古倫美亞唱片歌手。[30]
- 阿桂：曾擔任小早川秋生入選第六回日本帝展作品〈盲目の春〉的模特兒。[32]

## 外部連結
- 日治時代臺灣女性的故事—真實與虛構的交錯－黃美娥（页面存档备份，存于）
- 「江山樓」及其相關書寫的文學/文化意涵－戴文心 （页面存档备份，存于）
- 臺灣歷史上的藝旦─驚鴻一瞥的倩影（1880－1940年代）——臺灣女人